# Philus longipennis
Philus longipennis är en skalbaggsart som beskrevs av Maurice Pic 1930. Philus longipennis ingår i släktet Philus och familjen långhorningar. Inga underarter finns listade i Catalogue of Life.